# L'Espalier
L'Espalier was een Belgische kunstenaarsvereniging uit het interbellum.

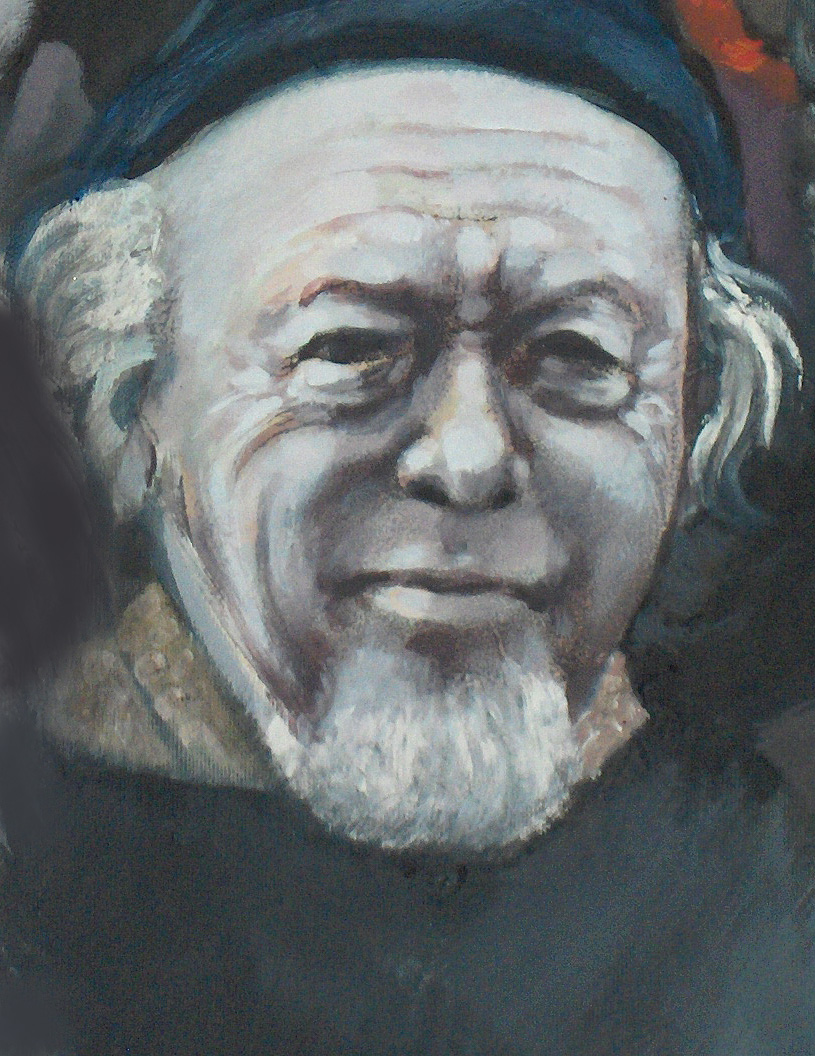
Jeam Milo, portret door Willy Bosschem (1985)

## Samenstelling en credo
L'Espalier bestond uit de schilders War van Overstraeten, Jean Milo, Albert Dasnoy en Paul Haesaerts en de beeldhouwer Charles Leplae. De band tussen de kunstenaars was de affiniteit voor een moderne, verfijnde en subtiele figuratie.
Ze exposeerden als groep in het Paleis voor Schone Kunsten in Brussel in december 1935.